# Hans Ingi Hedemark
Hans Ingi Hedemark (født 21. september 1875 i Kristiania, død 21. juni 1930 i Oslo) var en norsk operasanger (tenor) og skuespiller. Han havde sin debut på Christiania Theater i 1896 i Iraka af Otto Sinding. Hedemark blev tilknyttet Den Nationale Scene i Bergen i 1899 både som operasanger og skuespiller. Han indspillede akustiske 78-plader på Gramophone for Brødrene Johnsen A/S. Hedemark spillede også filmroller.

## Udvalgte roller
| År   | Opera                    | Rolle        |
| ---- | ------------------------ | ------------ |
| 1901 | Den skjønne Helene       | Paris        |
| 1902 | La Boheme                | Rodolpho     |
|      | Villars Dragoner         | Sylvain      |
| 1902 | Postillionen i Longemeau | Postillionen |
| 1903 | Kynthia                  | Agaton       |
| 1904 | Regimentets datter       | Tonio        |

## Udvalgt filmografi
| År   | Filmtitel                 | Rolle           |
| ---- | ------------------------- | --------------- |
| 1919 | Historien om en gut       | Bådsmanden      |
| 1919 | Æresgjesten               | Robert          |
| 1918 | Lodsens datter            |                 |
| 1917 | De Forældreløse           | Sam, bådsmanden |
| 1911 | Bondefangeri i Vaterland  | Bonden          |
| 1911 | Fattigdommens forbandelse |                 |
| 1911 | Under forvandlingens lov  | Sanger          |